# John Jairo Velásquez
John Jairo Velásquez Vásquez (ps. Popeye, ur. 15 kwietnia 1962 w Yarumal, zm. 6 lutego 2020 w Bogocie) – kolumbijski płatny zabójca, bliski współpracownik Pablo Escobara.

## Życiorys
Był odpowiedzialny w kartelu z Medellín za zbrojne akcje i zabójstwa (m.in. polityków, policjantów, cywilów oraz członków przestępczych struktur konkurencyjnych). Aresztowano go w 1992, tuż przed śmiercią Escobara. Zatrzymania dokonała policja kolumbijska przy pomocy służb amerykańskich. Przed sądem przyznał się do zamordowania trzystu osób. Zeznał także, iż był zamieszany w 3000 zabójstw w latach 80. i 90. XX wieku, podczas wojen narkotykowych.
W 2014 roku po 24 latach, po odbyciu kary, opuścił zakład karny. Po odzyskaniu wolności poprosił o ochronę, utrzymując, że za jego głowę wyznaczono milion dolarów nagrody. Napisał biografię (Surviving Pablo Escobar), w której opisał własne przeżycia po rozpadzie kartelu z Medellin (Netflix nakręcił w oparciu o nią swój serial Alias JJ), a także założył na YouTube kanał Popeye Arrepentido (pol. Skruszony Popeye), liczący ponad 1,2 miliona subskrybentów. Twierdził, że jego filmy z serwisu miały ostrzegać młodzież przed stosowaniem przemocy. W wywiadzie dla The Guardiana mówił, że nie zamierza wracać do przestępczości, jednak w 2018 skazano go za wyłudzenia i powrócił do zakładu karnego.
W grudniu 2019 wykryto u niego raka przełyku z przerzutami do żołądka. Był leczony w Narodowym Instytucie Raka w Bogocie, gdzie zmarł. Po jego śmierci dowódca kolumbijskiej armii Eduardo Zapateiro złożył kondolencje jego rodzinie, co wywołało oburzenie kolumbijskiej opinii publicznej.